# Boronia ruppii
Boronia ruppii är en vinruteväxtart som beskrevs av Edwin Cheel. Boronia ruppii ingår i släktet Boronia och familjen vinruteväxter. Inga underarter finns listade i Catalogue of Life.